# Albert Speer
Albert Speer, född 19 mars 1905 i Mannheim, död 1 september 1981 i London, var en tysk arkitekt och ämbetsman, verksam i Nazityskland. Under åren 1942–1945 var Speer högste ansvarig för Tysklands krigsindustri. 
Speer var en av Tredje rikets ledande arkitekter och fick med tiden en framträdande position inom Nationalsocialistiska tyska arbetarepartiet (NSDAP). Av Adolf Hitler fick han i uppdrag att planera och leda en rad monumentala byggnadsprojekt som särskilt skulle betona nationalsocialismens makt och överhöghet. Som rustningsminister ledde han Tysklands krigsproduktion, vilken ökade trots de allierades bombningar. Efter andra världskriget ställdes Speer inför Internationella militärtribunalen i Nürnberg och dömdes till 20 års fängelse för krigsförbrytelser och brott mot mänskligheten. Efter frisläppandet år 1966 publicerade Speer sina memoarer, som ger en unik inblick i Tredje rikets organisation och ledarskikt.

## Biografi

### Uppväxt och karriär i Tredje riket

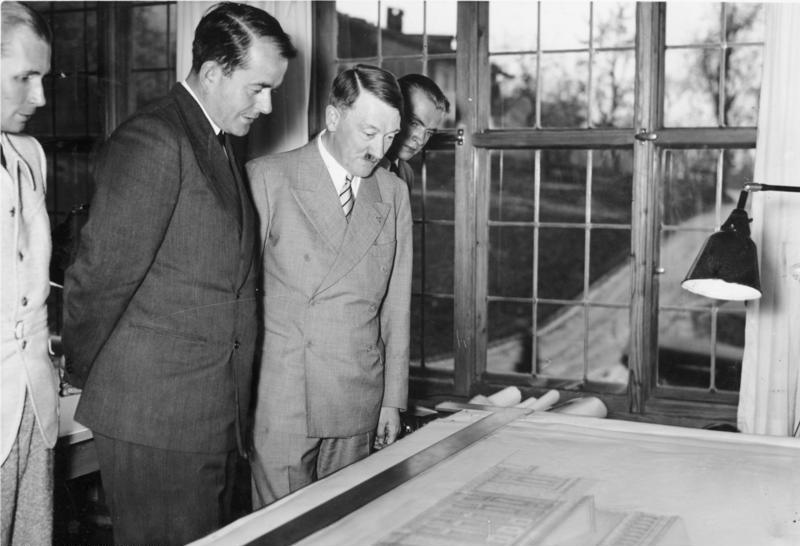
Albert Speer och Adolf Hitler studerar en ritning för ett nytt operahus i Linz (Obersalzberg, juni 1939).

Albert Speers far, Albert Friedrich Speer, och farfar var arkitekter. Albert Speer hade enligt egen utsago en olycklig barndom, även om hemmet var välbärgat och familjen klarade sig bättre än de flesta under åren efter första världskriget. Speer var mycket intresserad av matematik, men efter påtryckningar från fadern började han 1923 studera arkitektur vid Universität Karlsruhe (TH) i Karlsruhe. Han bytte 1924 studieort till München.
1931 blev Speer medlem i Nationalsocialistiska tyska arbetarepartiet efter att ha hört ett av Hitlers tal. Han anlitades under de närmast följande åren av partiet för ett antal mindre ombyggnadsuppdrag och blev efter nazisternas maktövertagande 1933 uppmärksammad av Hitler personligen. Speers nära kontakter med Hitler gav honom flera prestigefyllda uppdrag. 1935 fick han ansvaret att organisera partidagarna i Nürnberg (och skapa Reichsparteitagsgelände) och två år senare fick han i uppdrag att planera ombyggnaden av Berlin och projektera den nya tyska huvudstaden Germania, som skulle stå färdig 1950. Speer vann också internationell uppmärksamhet för sitt bidrag till den tyska paviljongen på världsutställningen i Paris 1937. Han blev på så sätt den främste företrädaren för nazistisk arkitektur.
Efter andra världskrigets utbrott den 1 september 1939 blev Speer alltmer involverad i Tredje rikets politiska affärer. 1941 invaldes Speer i den tyska riksdagen och utnämndes till chef för den tyska arbetsfrontens avdelning Kraft durch Freude. I början av februari 1942 omkom riksministern för vapen och ammunition, Fritz Todt, i en flygolycka. Speer utsågs till dennes efterträdare och chef för Organisation Todt. Därtill utnämndes Speer i september 1943 till Tysklands rustningsminister. Det har spekulerats i att Speer genom sina mycket effektiva insatser i dessa roller hjälpte till att förlänga kriget avsevärt. Det skedde delvis med hjälp av ett mer eller mindre hänsynslöst utnyttjande av tvångsrekryterade arbetare från de ockuperade områdena i öst. Arbetsledaren Fritz Sauckel, underordnad Speer, ansvarade för rekryteringen av arbetskraft från de av Nazityskland ockuperade länderna. De arbetare, som Sauckel tillhandahöll, utnyttjades skoningslöst av Speer i den tyska rustningsindustrin.
I juli 1942 upptogs Speer i Schutzstaffel (SS) som SS-Mann.
I slutet av andra världskriget, när även Hitler började tvivla på tysk seger, beordrade han att alla viktiga tyska industrier och fabriker skulle förstöras i en "brända jorden"-taktik för att tysk krigsmateriel och teknologi inte skulle falla i de allierades händer. Speer var dock ytterst skeptisk gentemot denna order och obstruerade den med ansenlig personlig risk.
I ministären Schwerin von Krosigk, Nazitysklands sista regering, tjänstgjorde Speer som ekonomiminister. Han arresterades av allierade soldater i Flensburg den 23 maj 1945.

### Nürnbergprocessen

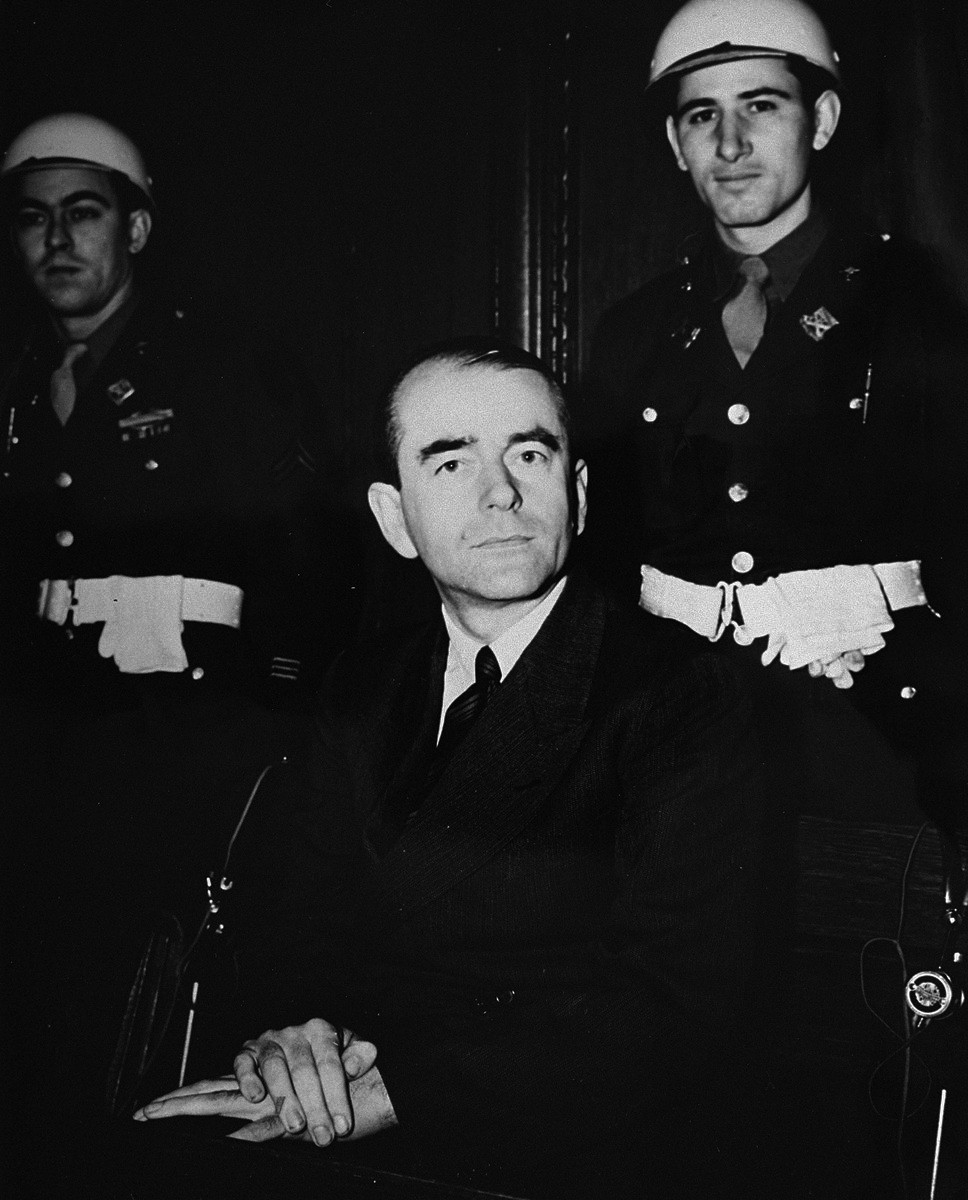
Albert Speer på de anklagades bänk under Nürnbergprocessen.

Vid Nürnbergprocessen 1945–1946 anklagades Speer enligt samtliga fyra åtalspunkter: planerande av anfallskrig, brott mot freden, krigsförbrytelser och brott mot mänskligheten. Han hade under kriget varit ansvarig för utnyttjandet av utländsk arbetskraft i Tredje riket. Det kunde bevisas att han hade haft full kännedom om arbetarnas undermåliga förhållanden, men inte att han skulle ha beordrat brutal behandling. Speers försvarsadvokat, dr Hans Flächsner, sökte påvisa förmildrande omständigheter i sin klients agerande under kriget. Speer hade låtit upprätta så kallade spärrade industrier; istället för att deportera utländska arbetare från ockuperade områden till det tyska riket utnyttjade man arbetskraften på plats. Speer förnekade att han skulle ha haft något ansvar för arbetarnas förhållanden och sköt över ansvaret på Sauckel, SS och de enskilda fabriksägarna.
När tribunalens fyra huvuddomare skulle överlägga om sitt utslag i målet mot Speer uppstod problem. Den franske och den brittiske huvuddomaren förordade fängelsestraff, medan den ryske och den amerikanske ville döma Speer till döden. Initialt var läget således låst, men den amerikanske huvuddomaren ändrade dock inställning och förordade fängelsestraff. Den 1 oktober 1946 dömde tribunalen Speer till 20 års fängelse för krigsförbrytelser och brott mot mänskligheten. Speer ansågs inte ha gjort sig skyldig till planerande av anfallskrig eller brott mot freden. Straffet skulle avtjänas i Spandaufängelset i Berlin. Domen var kontroversiell; åklagarbiträdet Airey Neave ansåg att Speer borde ha dömts till döden, eftersom en av hans närmast underordnade, Fritz Sauckel, erhöll det straffet.
Under sin tid i Spandaufängelset började Speer arbeta på ett verk om sin inblandning i Nazitysklands politiska liv. Eftersom det var förbjudet för fångarna att behålla några anteckningar (allt samlades in och förstördes) var han tvungen att smuggla ut det han skrev med hjälp av fängelsepersonalen. Han fick därtill hjälp av sina gamla medarbetare som renskrev och bevarade hans anteckningar till dess han frigavs år 1966.

### I frihet
Efter sin frigivning den 1 oktober 1966 drog Speer sig undan publicitet och uppmärksamhet och koncentrerade sig på sitt skrivarbete. Resultatet blev bland annat den mycket uppmärksammade Tredje riket inifrån (1969), som byggde på de anteckningar han gjort i Spandaufängelset. Under otaliga intervjuer under åren i frihet medgav Speer öppenhjärtigt sin skuld i naziregimens förbrytelser även om han inte hade personlig kännedom om allt som försiggick. Speer förnekade dock under hela sitt återstående liv att han vetat något om naziregimens systematiska folkmord på judar, romer, personer med andra sexuella läggningar än heterosexualitet, personer med funktionsnedsättning och andra "oönskade individer". Gamla vänner från krigsåren ansåg att han gick för långt i sina medgivanden. Denna skuldfråga har också varit föremål för livlig diskussion, både i Tyskland och övriga världen. Den tyske historikern Magnus Brechtken påvisar i sin bok Albert Speer. Eine deutsche Karriere (2017), att Speer kände till de grymheter mot bland annat judar som skedde i Tredje riket. Efter Speers död har det kommit fram brev där Speer skrivit till vänner att han kände till Förintelsen.
Albert Speer avled under ett besök i London den 1 september 1981. Han är begravd i hustruns familjegrav på Bergfriedhof i Heidelberg.

## I populärkulturen
Albert Speer dyker upp i ett flertal olika film och TV-produktioner. Några av de mest kända är: 
- Det tredje riket från 1982 där han gestaltas av den nederländske skådespelaren Rutger Hauer. Filmens handling bygger på Speers egen självbiografi Tredje riket inifrån.[5]
- Undergången – Hitler och Tredje rikets fall från 2005 i vilken den tyske skådespelaren Heino Ferch.[6]

## Utmärkelser
- NSDAP:s partitecken i guld
- Hitlerjugends gyllene hedersutmärkelse med eklöv
- Krigsförtjänstkorsets riddarkors
- NSDAP:s tjänsteutmärkelse
- Hedersärmvinkel (Ehrenwinkel der Alten Kämpfer)